# زهير الدرورة
زهير يوسف الدرورة. هو رجل دين شيعي سعودي وخطيب حسيني، ولد في جزيرة تاروت في يوم 17 ربيع الأول لعام 1385 هـ. ويُكنى بـ«أبو ضياء».
ابتدأ دراسته الدينية في الحوزة عام 1398هـ. وقد درس في مدينتي النجف بالعراق، وقم بإيران. ولا زال مشتغلاً بالدرس والتدريس. من أساتذته المرجع حسين وحيد الخراساني، والمرجع جواد التبريزي، والمرجع كاظم التبريزي، والمرجع تقي الطباطبائي القمي، والمرجع محمد الروحاني، والمرجع أبو القاسم الكوكبي.
ابتدأ الخطابة بمجلس قرأة في حدود عام 1405 هـ تقريباً، وكان ذلك في ذكرى وفاة النبي محمد في سنابس (إحدى القرى في جزيرة تاروت)، وترك الخطابة برهة من الزمن لاشتغاله بالدروس الحوزوية، ثم واصل ذلك وارتقى المنبر في عدة دول منها: الولايات المتحدة الأمريكية، وألمانيا وكندا، وقطر، والإمارات، والكويت، وسلطنة عُمان، والسعودية، وأفريقيا.

## مؤلفاته
لديه مؤلفات كثيرة منها المطبوع ومنها المخطوط ومنها ما هو قيد الطبع، والمطبوع منها:
- الحج والزيارة بين السائل والمجيب.
- مباحث فقهية.
- بكاء الإمام السجاد دراسة موضوعية.
- دليل الحجاج والزائرين.
- إضاءات من كلمات أمير المؤمنين.
- سلسلة المنبر القصصية.
- مرشد الزائرين والمعتمرين.
- ثلاثة من أهل الجنة.
- في رحاب ليلة القدر.[1]
- من اغتال أمير المؤمنين.[2]

## وصلات خارجية
- الموقع الرسمي لزهير الدرورة